# Кариу, Лен
Леонард Жозеф Кариу (англ. Leonard Joseph Cariou; род. 30 сентября 1939[…], Виннипег) — канадский актёр, певец и театральный режиссёр, наиболее известный по роли Суини Тодда в одноимённом мюзикле Стивена Сондхайма «Суини Тодд, демон-парикмахер с Флит-стрит», за которую он получил премию «Тони» за лучшую мужскую роль в мюзикле.
Кариу сыграл роль Франклина Делано Рузвельта в фильме от HBO «Навстречу шторму» (2009), за которую он получил номинацию на прайм-таймовую премию «Эмми» за лучшую мужскую роль второго плана в минисериале или фильме. Он также известен своими ролями в кинокартинах «Она написала убийство», «Схватка» и «Голубая кровь».

## Биография
Родился 30 сентября 1939 года в городе Сен-Бонифас, провинция Манитоба. Отец Кариу был бретонцем, а мать ирландкой по происхождению. Кариу учился в колледже Майлза Макдонелла, где выступал в роли актёра и режиссёра школьных спектаклей, а позже поступил в колледж Святого Павла.

## Карьера
В 1959 году Кариу появился в мюзикле «Чёртовы янки» на сцене Rainbow в Виннипеге, а спустя некоторое время стал одним из основателей Театрального центра провинции Манитоба. Кариу провёл два года на Шекспировском фестивале в Стратфорде, провинция Онтарио, где и получил основные актёрские навыки.
В 1960-х годах Кариу был ведущим актёром Театра Гатри в Миннеаполисе, где он исполнял роль Орландо в комедии «Как вам это понравится», а также играл главные роли в «Генрихе V», «Царе Эдипе» и «Короле Лире». В 1968 году Кариу дебютировал на Бродвее. Два года спустя он получил свою первую главную роль в музыкальной постановке «Аплодисменты», где он играл вместе с Лорен Бэколл. Это принесло ему номинацию на премию «Тони» лучшему актёру мюзикла и премию Театральный мир.
В 1973 году он получил свою вторую номинацию на премию «Тони» за роль в мюзикле «Немного ночной музыки». Шесть лет спустя он получил премии «Тони» и Драма Деск за роль Суини Тодда в мюзикле Стивена Сондхайма «Суини Тодд, демон-парикмахер с Флит-стрит», где он играл вместе с Анджелой Лэнсбери. 
Свою карьеру на экране Карту начал в 1977 году, снявшись в фильме «Один человек» и экранизации мюзикла «Немного ночной музыки» режиссера Гарольда Принса 1977 года с Элизабет Тейлор.
В 1981 году Кариу снялся в комедийно-драматическом фильме Алана Алды «Времена года». На международном уровне он снялся во многих постановках в театрах по всей Северной Америке, включая Центр исполнительских искусств имени Джона Ф. Кеннеди и Линкольн-центр.
С 1985 по 1992 год Кариу снялся в нескольких эпизодах детективного сериала «Она написала убийство» вместе со своей бывшей партнершей Анджелой Лэнсбери в роли Майкла Хагарти. Также Кариу выступал в роли рассказчика и выпускал аудиокниги.
В 2000-х годах Кариу снимался в фильмах «Тринадцать дней» (2000), «О Шмидте» (2002), «Тайное окно» (2004). В 2009 году Кариу сыграл Франклина Д. Рузвельта в фильме «Навстречу шторму», получив номинацию на премию «Эмми» за лучшую мужскую роль второго плана в небольшом сериале или фильме.
В 2018 году Кариу снялся вместе с Брюсом Уиллисом в фильме «Жажда смерти» в роли Пола Керси. Он также сыграл главную роль в короткометражном фильме «С днём рождения, мистер Абернати» на общественном телевидении.

## Личная жизнь
С 25 октября 1985 года Кариу женат на писательнице Хизер Саммерхейз. До брака у него также были отношения с актрисами Гленн Клоуз и Лорен Бэколл.

## Избранная фильмография
| Год  |   | Русское название                       | Оригинальное название         | Роль                            |
| ---- | - | -------------------------------------- | ----------------------------- | ------------------------------- |
| 1981 | ф | Времена года                           | The Four Seasons              | Ник Каллан                      |
| 1988 | ф | Леди в белом                           | Lady in White                 | Фил Террагросса                 |
| 1995 | ф | Никогда не разговаривай с незнакомцами | Never Talk to Strangers       | Генри Тейлор                    |
| 1996 | ф | Приказано уничтожить                   | Executive Decision            | Министр обороны США Чарльз Уайт |
| 2000 | ф | Тринадцать дней                        | Thirteen Days                 | Дин Ачесон                      |
| 2002 | ф | О Шмидте                               | About Schmidt                 | Рэй Николс                      |
| 2004 | ф | Тайное окно                            | Шериф Дэйв Ньюсом             |                                 |
| 2005 | ф | Триумф                                 | The Greatest Game Ever Played | Стедмен Комсток                 |
| 2006 | ф | Флаги наших отцов                      | Flags of Our Fathers          | Мистер Бич                      |
| 2007 | ф | 1408                                   | 1408                          | Джо Инслин                      |
| 2008 | ф | Луковые новости                        | The Onion Movie               | Норм Арчер                      |
| 2013 | ф | Пленницы                               | Prisoners                     | Отец Патрик Данн                |
| 2015 | ф | В центре внимания                      | Spotlight                     | Кардинал Бернард Фрэнсис Лоу    |
| 2018 | ф | Бамблби                                | Bumblebee                     | Хэнк                            |